# Иваниш Мърнявчевич
Иваниш Мърнявчевич (на сръбски: Иваниш Мрњавчевић) е един от синовете на крал Вълкашин и съпругата му Елена.
От наследниците на крал Вълкашин вероятно единствен Иваниш още от самото начало не се е примирил с османското върховенство. След Черноменската битка и разгрома на християнските сили той бяга в Зета при рода Балшичи, които са негови роднини, и загива с оръжие в ръка в битката при Савърското поле на 28 септември 1385 г.

## Етническа принадлежност
Трябва да се отбележи, че наложената хипотеза за сръбската етническа принадлежност както на неговия брат Крали Марко, така следователно и на Иваниш Мърнявчевич, се базира единствено на съчинението на Мавро Орбини от 16 век „Царството на славяните“. За местния им български произход, свидетелстват редица летописци и хронисти от по-старо време, сред които Константин Михайлович, Йоан Музаки, Сфранцес, Теодор Кантакузин, Йосиф бен Йошуа, Филип Лоренц и други, които сочат недвусмислено Крали Марко като „български княз“. Също така голям брой по-късни изследователи като Адам Кърчевич, Василе Петрович, Иларион Руварац, Владимир Чорович поддържат становището, че Крали Марко е „родом българин“, което очевидно се отнася и за неговия брат Иваниш.